# Johann Christian Benjamin Gottschick
Johann Christian Benjamin Gottschick (auch: Johan Gottschick * 1776 in Niedergorbitz; † 19. Dezember 1844 in Dresden) war ein deutscher Kupferstecher und Lehrbeauftragter.

## Leben

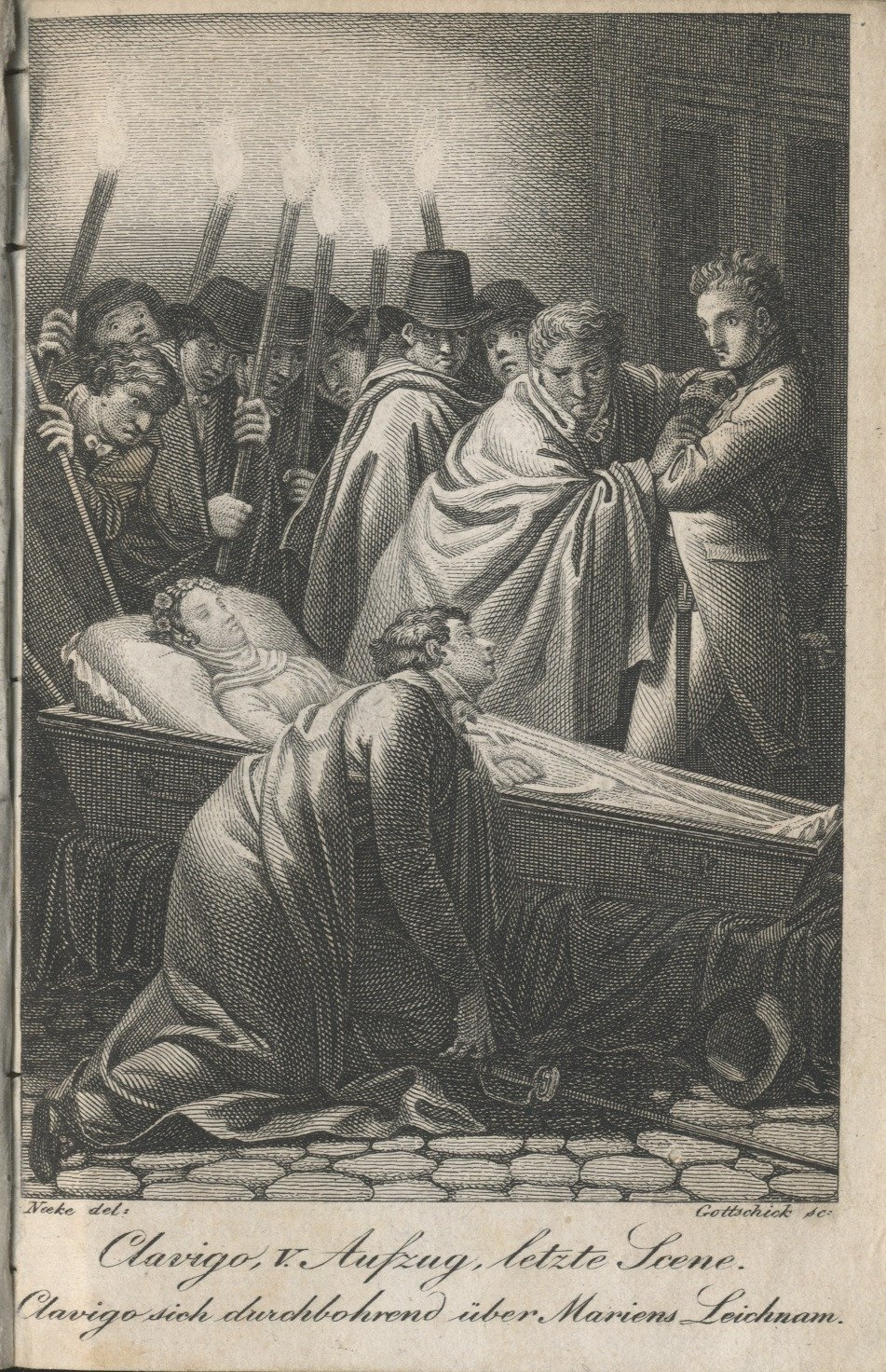
Goethes „Clavigo sich durchbohrend über Mariens Leichnam“;
Kupferstich Gottschicks nach Gustav Heinrich Naecke in Friedrich Arnold Brockhaus Urania. Taschenbuch für Damen auf das Jahr 1817 ...

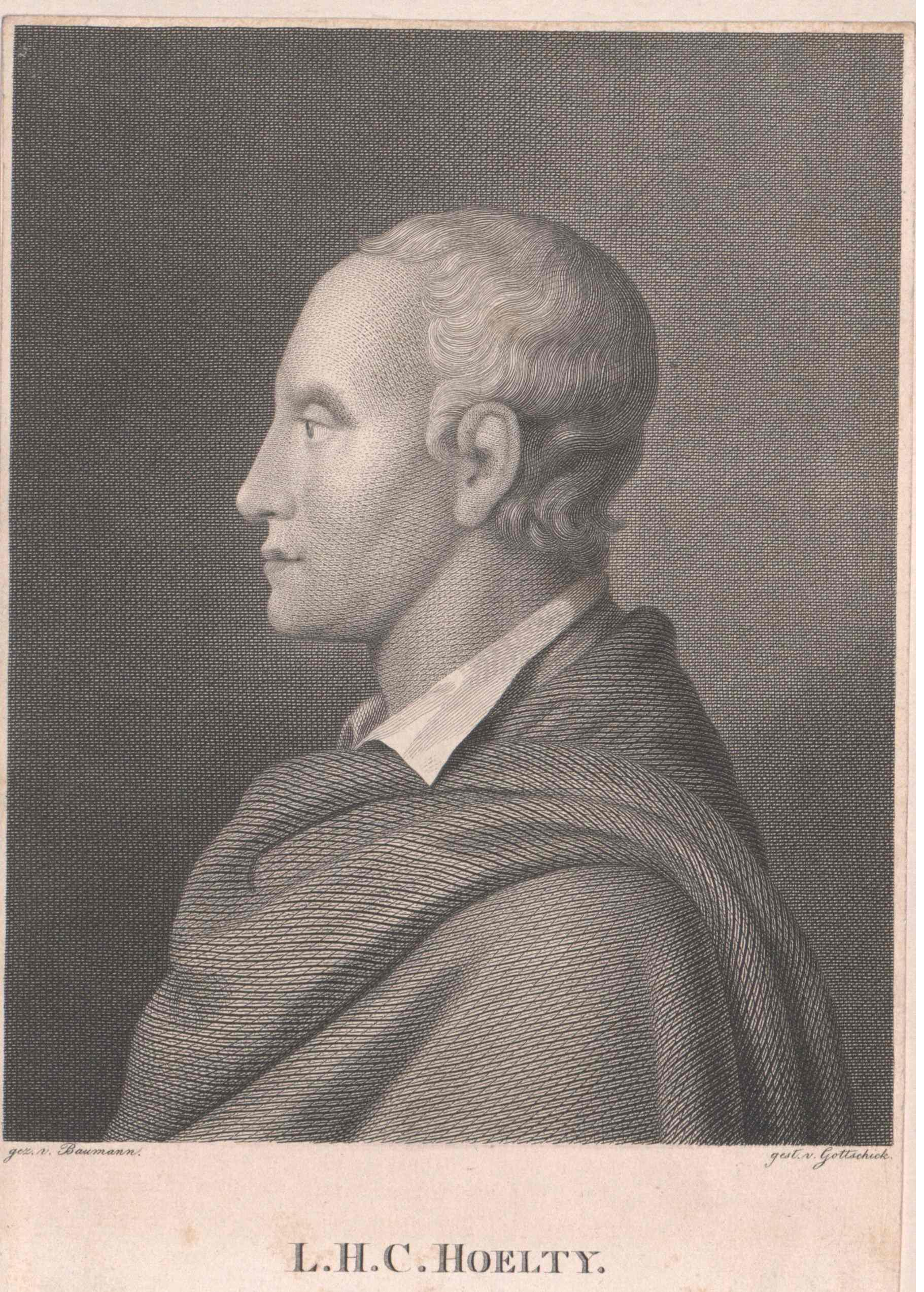
Der Dichter Ludwig Hölty
Stahlstich nach einer Zeichnung von Adolf Baumann (1829–1865); Porträtsammlung der Österreichischen Nationalbibliothek

Johann Christian Benjamin Gottschick studierte im Palais Fürstenberg in Dresden an der Allgemeinen Kunst-Akademie der Malerei, Bildhauer-Kunst, Kupferstecher- und Baukunst in den 1830er Jahren als ein Schüler von Christian Gottfried Schultze.
Gottschick unterrichtete ebenfalls an der Dresdner Akademie, soll allerdings schon vor 1826 pensioniert worden sein.
Johann Christian Benjamin Gottschick arbeitete hauptsächlich als Stecher von Porträts, schuf daneben aber auch Reproduktionsstiche und Illustrationen für architektonische Schriften. Noch 1843 war er eines der „Wirklichen Mitglieder“ der Akademie der bildenden Künste zu Dresden.
Mit Datum vom 23. August 1805 hatte sich Gottschick mit Verkaufsabsichten an Johann Wolfgang von Goethe gewandt, stellte sich als Schüler von Christian Gottfried Schultze vor und wollte eine Ausstellung mit zweien seiner Werke beschicken, darunter ein Bildnis der Andromache. Später wurde Gottschick mehrere Male erwähnt in der Korrespondenz zwischen Goethe und dem Romantiker Carl Gustav Carus, mit dem der Kupferstecher in persönlichem Kontakt stand.
Nach dem Tod des Künstlers 1844 und einem von den Gläubigern des Nachlasses am 10. Mai 1850 gerichtlich geschlossenen Vergleichs eröffnete Julius Heinrich Mannfeld vom Dresdner Stadtgericht einen Ediktalprozess.